# Руни, Бенни
Бернард Руни (англ. Bernard Rooney; 3 мая 1943, Глазго — 28 июля 2023) — шотландский футболист, игравший на позиции защитника.

## Биография

### Игровая карьера
Воспитанник академии клуба «Селтик», но из-за высокой конкуренции в составе «кельтов» не играл, поскольку его отдавали в аренду в юношеские клубы из других лиг.
По окончании сезона 1962/63 перешёл в «Данди Юнайтед», в котором отыграл три сезона. В марте 1966 года перешёл в «Сент-Джонстон», в котором он отыграл семь сезонов, став одним из успешных игроков в истории клуба.
Последним клубом в карьере для него стал «Партик Тисл», за который он отыграл три сезона.

### Тренерская карьера
Был главным тренером команд «Гринок Мортон» (1976—1983), «Партик Тисл» (1983—1986), «Альбион Роверс» (1986).

### Смерть
Скончался 28 июля 2023 года на 81-м году жизни.